# Ядерний квадрупольний резонанс
Я́дерний квадру́польний резона́нс (ЯКР) — резонансне поглинання електромагнітної енергії, обумовлене квантовими переходами ядер між енергетичними рівнями з різною орієнтацією електричного квадрупольного моменту ядра. ЯКР є окремим випадком ядерного магнітного резонансу (ЯМР) в кристалах. Так званий «чистий» ЯКР спостерігається при відсутності постійного магнітного поля.
У суті явища ЯКР є ядерно-квадрупольний момент — величина, яка характеризується неідеальністю сферичної форми ядра. Під впливом ядерного квадруполя з електричним полем електронних оболонок у кристалах виникає орієнтація ядерних спінів у деякому напрямку. Якщо перпендикулярно до цього напрямку накладається радіочастотне поле з частотою переходу між рівнями квадрупольної енергії, спостерігається поглинання потужності радіочастотного поля.
Ядерно-квадрупольний резонанс, як метод спектроскопії, вперше описаний у роботі Демельта і Крюгера у 1946 році. Цей метод дозволяє отримати детальну інформацію про фізико-хімічну будову певного кристала речовини, а саме: симетрію кристала, будову хімічних зв'язків, фазових переходів, міжмолекулярних з'єднань, дефектів та внутрішніх процесів кристала.